# 谢鸡镇
谢鸡镇，是中华人民共和国广东省茂名市高州市下辖的一个乡镇级行政单位。相传古代此处“康”姓独富，引起相邻三个姓氏的妒忌，于是三姓联合建三鸡庙制“糠（康）”，使各姓氏得到均衡发展。为感谢“三鸡”，故而得名“谢鸡”。后形成谢鸡圩。镇因圩名。1950年设谢鸡乡，1958年成立谢鸡公社，1983年改区，1987年建镇。镇政府驻谢鸡圩。

## 行政区划
谢鸡镇下辖以下地区：
谢鸡社区、谢鸡村、甘园村、新联村、茂坡村、罗迪坑村、洋朋村、保华村、保黎村、官庄村、下水村、木砖村、铺面村、连桥村、白石坡村、文村、木坑村、石圹村、义山村和民胜村。